# توفيق غولييف
توفيق علي أكبر أوغلو غولييف (7 نوفيمبر، عام 1917) - ملحن، عازف بيانو، قائد أوركسترا، مؤلف العديد من الأعمال سمفونية، كنتاتة، الفنان الشعب للجمهورية الأذرية الاشتراكية السوفيتية (1964), واحد من المؤسس لموسيقى الجاز والبوب.

## حياته
ولد توفيق غولييف في 7 نوفيمر، عام 1917 في باكو، قرية بيلكه. دخل إلى المدرسة المهنية التابعة لمعهد الموسيقى للدولة الأذربيجانية في إثنا عشر من عمره، وفي عام 1934 إلى معهد موسيقي (كونسيرفاتورا).
يلقى دروس لقائد أركستلرا غولييف في صف ي.س. عيسبيرق وكما في صف س.ق. شيتراسيرين. وتخرج من معهد موسيقي (كونسيرفاتورا) في عام 1934.
بمبادرة عزير حجيبكوف أرسل إلى كونسرفاتوار موسكو في موسكو لمواصلة التعليم.
بدأ الي عمله كقائد أركستلرا في مسرح أذربيجان الوطني الأكاديمي للدراما تحت عنوان م. عزيزبايوف، منذ عام 1935.
في عام 1941, عاد إلى باكو وأنشأ فرقة «الجيش الأحمر». وفي عام 1939 ركب الأغاني الوطنية للفرقة التي هي جزء من قسم 402.
منذ عام 1954 بدأ التدريس في المعهد الموسيقي الأذربيجاني. كان أولا مديرا فنيا، بعدين مدير في فيلهارموني أكاديمى لدولة أذربيجان.
في عام 1958 أصبح مديرا فنيا ومن ثم مدير الفيلهارمونية.
من عام 1969 حتى 1979 ترأس اتحاد الملحنين الأذربيجانيين. من عام 1990 عمل كقائد مجلس إدارة اتحاد الملحنين الأذربيجاني.
توفى توفيق غولييف عام 2000, في باكو.

## أسرته
هو مؤلف للعب الأطفال «مجموعات جميلة» الذي كرس لحفيدته. بالإضافة إلى ذلك جميلة موراداسيلوفا
تم تصوير في فيلمين من قبل توفيق غولييف «أسد ترك منزل», و «مدرس الموسيقى».
- أبه - لمخرج إلدار غولييف
- جده - لكاتب السيناريو نرمينه غولييفا

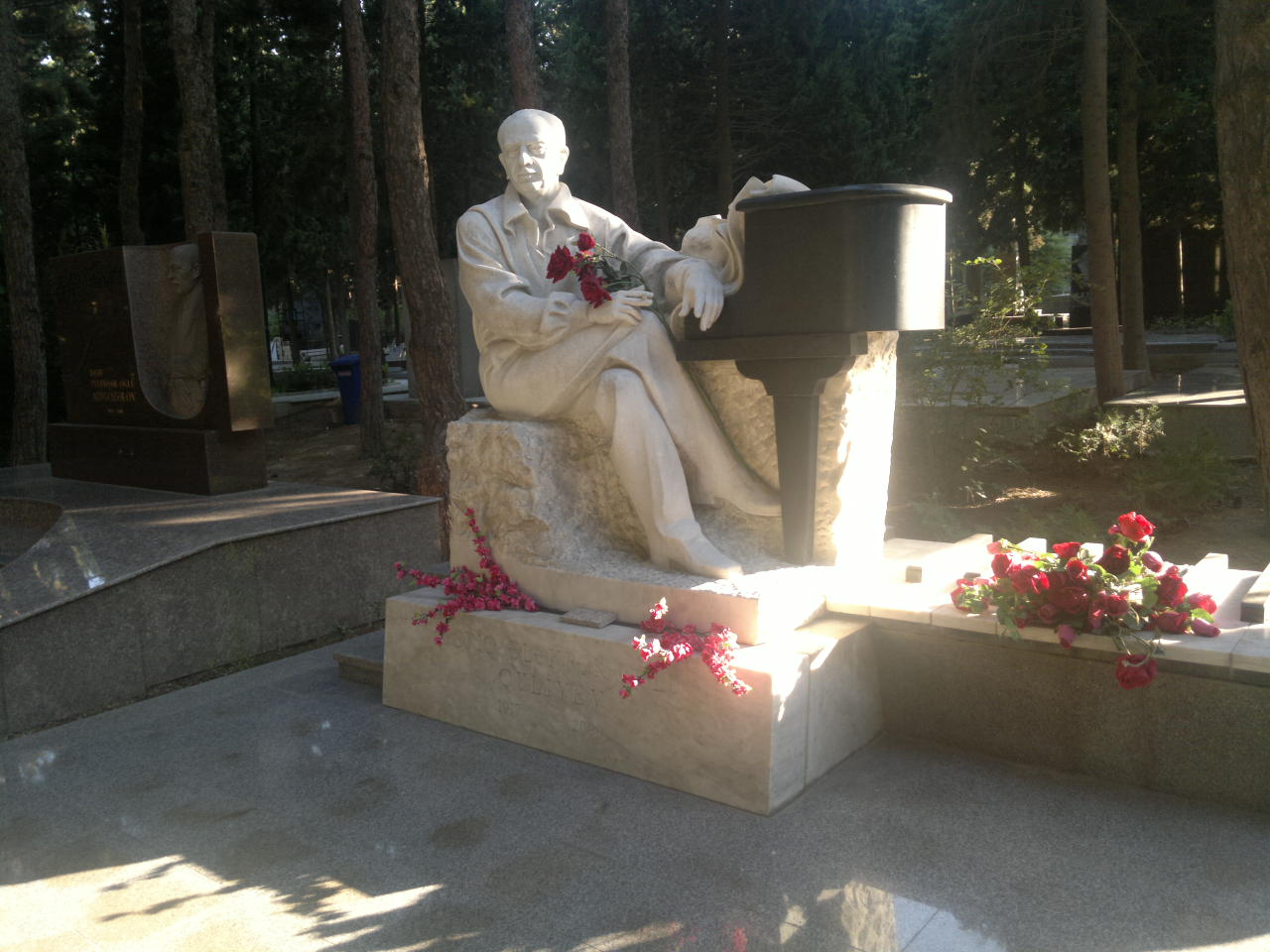
نصب تذكاري القبر لتوفيق غولييف في باكو

- جده - جميلة موراداسيلوفا

## لقابه الفخرية وجوائزه
- تكريم عامل للجمهورية الأذرية الاشتراكية السوفيتية (1958)
- الفنان الشعب للجمهورية الأذرية الاشتراكية السوفيتية (1964)
- الحائز على جائزة الدولة في جمهورية أذربيجان الاشتراكية السوفيتية
- وسام الراية الحمراء من حزب العمال (مرتين)
- وسام «علامة الشرف» لإتحاد السوفيتي
- دكتوراه فخرية في جامعة الخزر
- وسام «إستيقلال» (1997)

## روابط خارجية
- توفيق غولييف على موقع IMDb (الإنجليزية)
- توفيق غولييف على موقع ميوزك برينز (الإنجليزية)
- توفيق غولييف على موقع ديسكوغز (الإنجليزية)
- توفيق غولييف على موقع كينوبويسك (الروسية)